# Woody McBride
Woody McBride (alias DJ ESP) est un DJ et producteur américain de musique électronique. Son style oscille particulièrement vers l'acid techno. Il a produit depuis 1991 un certain nombre de morceaux dont beaucoup sont devenus des classiques du genre,,. Sa production se répartit sur plusieurs labels tels que Bush, Labworks, Synewave, Missile, Magnetic North, Ex Records, Contact ou Drop Bass Netwoork. Woody McBride possède également son propre label nommé Communiqué Record.

## Pseudonymes de Woody McBride
- 4D
- DJ ESP
- The Earthworm
- The Pleasure
- Voltage 9

## Divers groupes auxquels Woody McBride a appartenu
- Fuzz Face
- Modal
- Nimbus Quartet
- Psycapocalyp
- Psyclopes
- Sleepwalker
- Sync

## Sous-labels de Communiqué Records
- All Ears
- Country Western
- Head In The Clouds
- MakeOut Music
- Party Rock
- Sensuist Records
- Sounds (US)
- Tape
- Testube Recordings